# Clonakilty
Clonakilty is een plaats in het Ierse graafschap Cork. De plaats telt 3.698 inwoners.